# الدفاع المدني الفلسطيني
الدفاع المدني الفلسطيني هو الجهاز المختص بخدمات الطوارئ العامل ضمن هيكلية وزارة الداخلية الفلسطينية لحماية أرواح المواطنين وممتلكاتهم زمن السلم أو الحرب سواءً في الكوارث الطبيعية أو الصناعية.
تأسس الدفاع المدني الفلسطيني عام 1996م بقرار رئاسي وأقرّ قانونه في المجلس التشريعي الفلسطيني عام 1998 م بموجب القانون رقم 3 لعام 1998 م.
وقد أقرت لوائحه التنفيذية عام 2001 من المجلس التشريعي حيث تمت مصادقة رئيس السلطة الفلسطينية ياسر عرفات آنذاك .

## أحداث
- في مارس 2014، اقتحمت قوات من الجيش الإسرائيلي مقر مديرية الدفاع المدني في مدينة سلفيت، واعتقلت ثلاثة عناصر، ودمرت الأجهزة اللاسلكية والهواتف الأرضية، ومعدات الإطفاء وأثاث المركز.[1]
- في 4 أغسطس 2020، شارك الدفاع المدني الفلسطيني في لبنان في عمليات الإغاثة بعد انفجار مرفأ بيروت، ووضع إمكاناته وطواقمه كافة تحت تصرف الحكومة اللبنانية من متطوعيه في مخيمات البرج الشمالي، وشاتيلا، وبرج البراجنة وعين الحلوة وبلغ عددهم أكثر من 350 متطوعًا.[2]

## مراكز الدفاع المدني
- في 30 نوفمبر 2022: افتتح وزير الداخلية الفلسطيني زياد هب الريح 3 مراكزٍ للدفاع المدني في بلدة عتيل بمحافظة طولكرم، وقرية الجفتلك بمحافظة أريحا وقرية بردلة بمحافظة طوباس.[3]

## قادة الجهاز
| ترتيب | الاسم                              | صورة | تاريخ البدء   | تاريخ الانتهاء | ملاحظات                |
| ----- | ---------------------------------- | ---- | ------------- | -------------- | ---------------------- |
|       | إبراهيم يوسف عطياني                |      | غ/م           | غ/م            | الاسم الحركي صقر مجاهد |
|       | أحمد رزق                           |      | 2009          | غ/م            |                        |
|       | محمود عيسى (Q131871742)            |      | 2012          | 7 أبريل 2016   | تُوفي في 7 أبريل 2016.  |
|       | يوسف نصار (Q132857995)             |      | 2016          | 2022           |                        |
|       | العبد إبراهيم عبد السلام خليل      |      | 15 يناير 2022 | 1 مارس 2025    |                        |
|       | أكرم محمود علي ثوابتة (Q132858008) |      | 1 مارس 2025   | حتى الآن       |                        |

## معرض صور

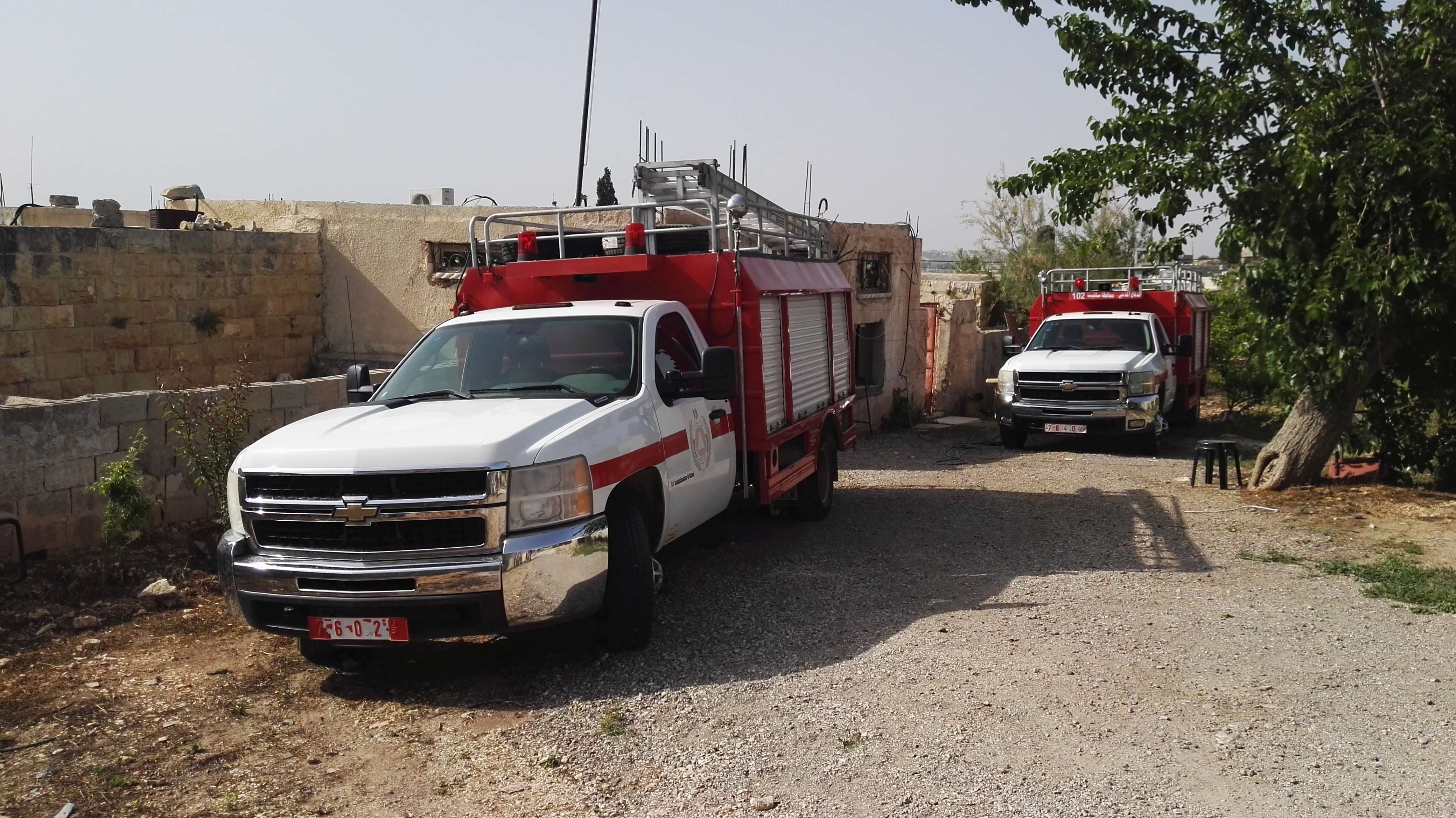
سيارتا إنقاذ مركز دفاع مدني دير استيا، محافظة سلفيت.
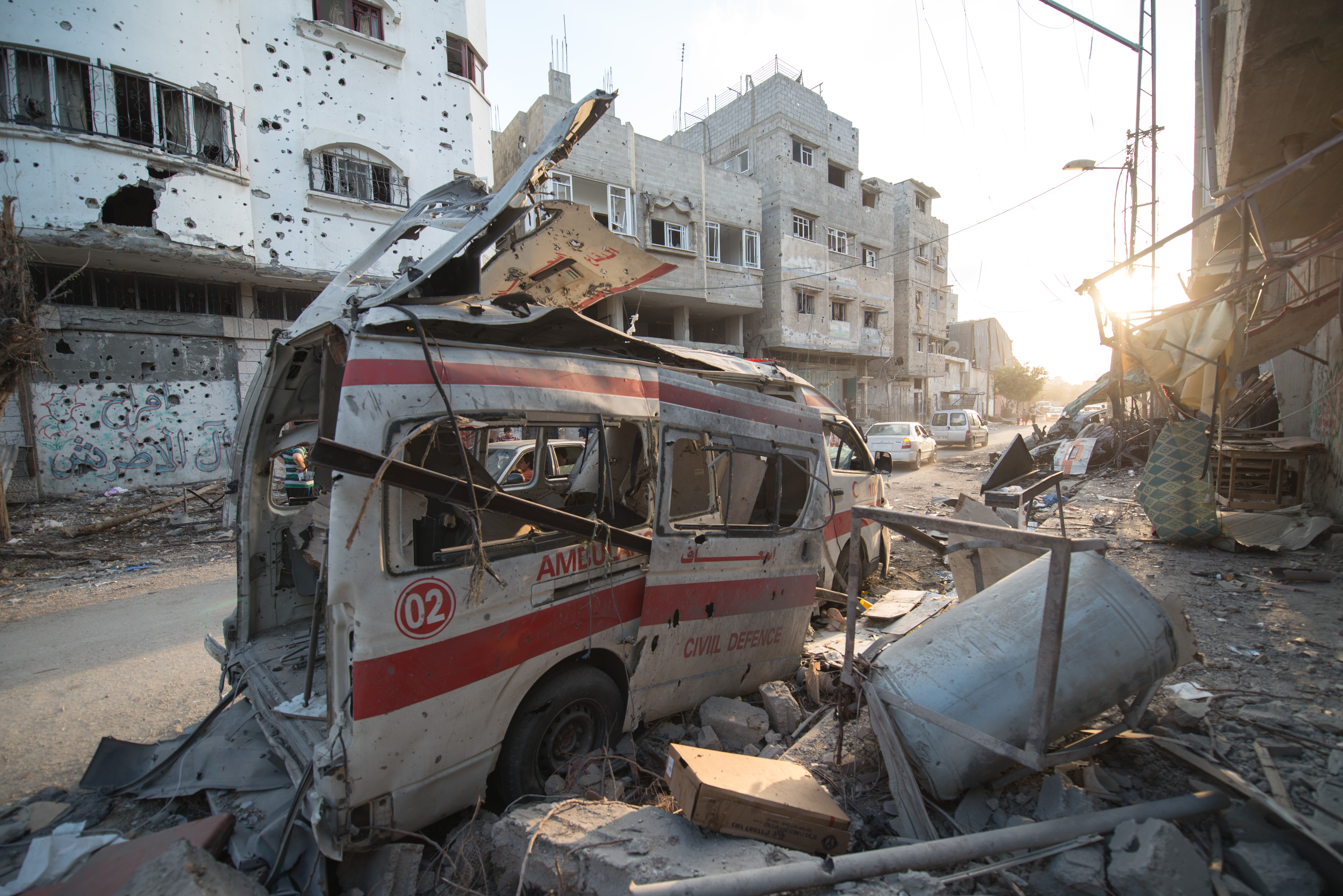
سيارة إسعاف تتبع الدفاع المدني مُدمرة جراء القصف الإسرائيلي على حي الشجاعية بمدينة غزة عام 2014.
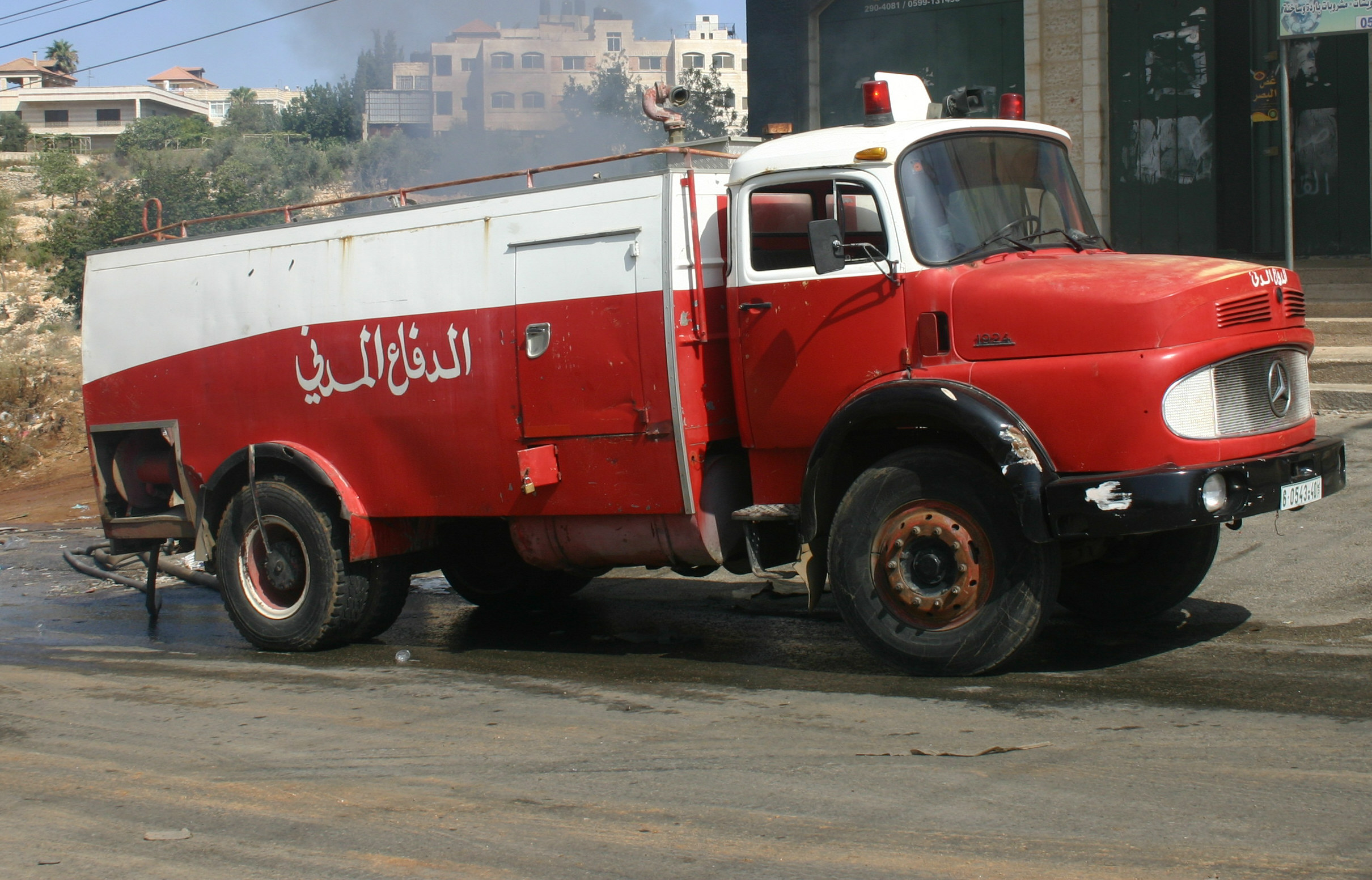
سيارة إطفاء تتبع مركز دفاع مدني بيتونيا، محافظة رام الله والبيرة.
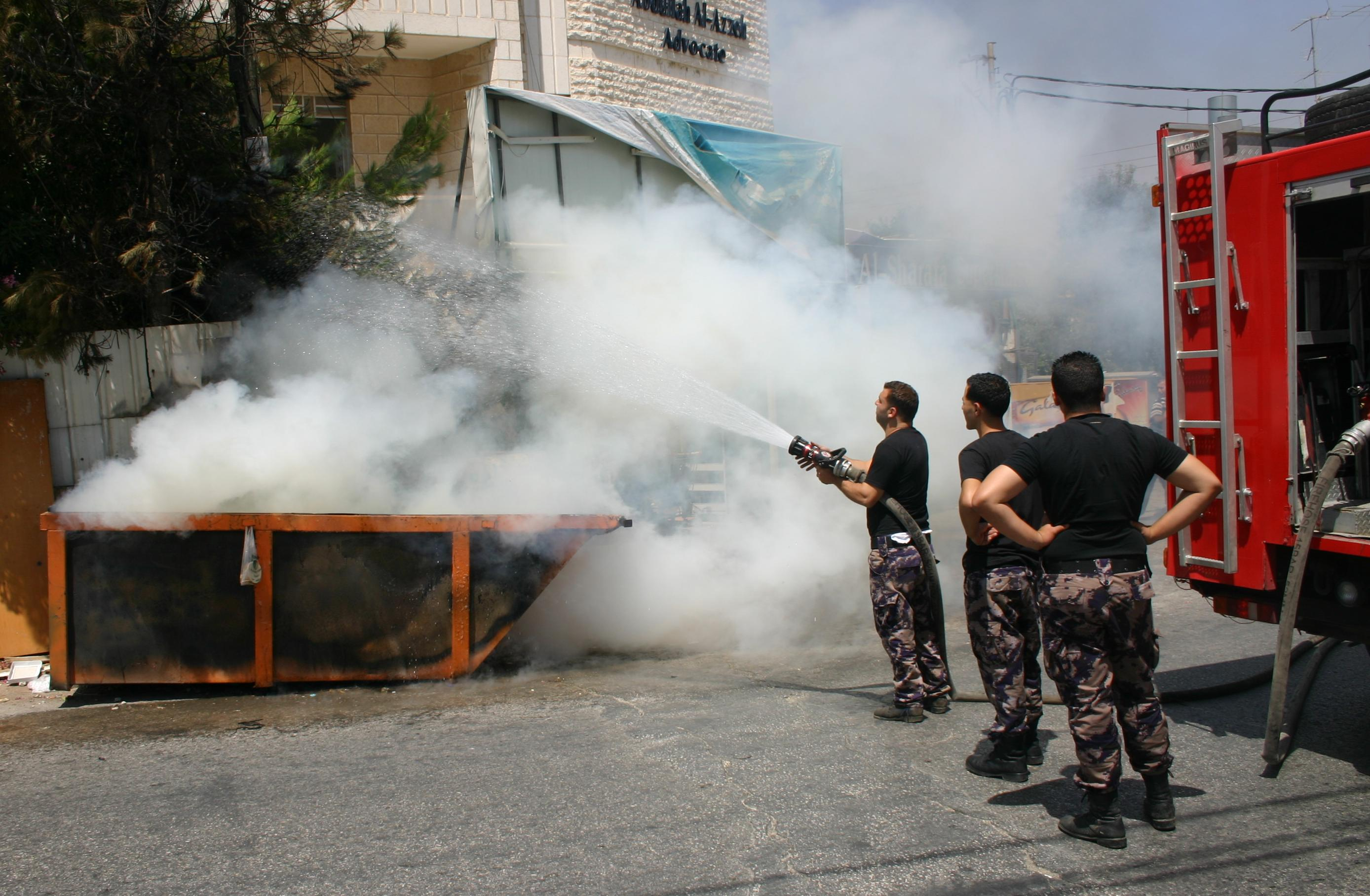
إطفاء حريق في حي الشرفة بمدينة البيرة عام 2011

## وصلات خارجية
- الموقع الرسمي للدفاع المدني الفلسطيني - الضفة الغربية
- الموقع الرسمي للدفاع المدني الفلسطيني - غزة